# Nadziei za dwa grosze
Nadziei za dwa grosze (wł. Due soldi di speranza) – włoski komediodramat z 1952 roku w reżyserii Renato Castellaniego. Zdjęcia kręcono w Boscotrecase pod Neapolem.

## Obsada
- Maria Fiore jako Carmela
- Vincenzo Musolino jako Antonio
- Filomena Russo jako matka Antonia
- Luigi Astarita jako Pasquale Artu
- Luigi Barone jako ksiądz
- Carmela Cirillo jako Giulia
- Felicità Lettieri jako pani Artu
- Gina Mascetti jako Flora Angelini
- Alfonso Del Sorbo jako zakrystian
- Tommaso Balzamo jako Luigi Bellomo
- Anna Raiola jako Signora Bellomo
- Gioacchino Morrone
- Luigi Cutino
- Pasqualina Izza
- Antonio Balzamo